# 岡山瞳
岡山 瞳（おかやま ひとみ、1979年4月26日 - ）は、近畿地方を拠点に活動する日本のタレント。松竹芸能所属。
大阪府出身。過去には兵庫県を出身地としていた。
松竹芸能公式サイトでは「タレント」カテゴリに分類されているが、ニュースキャスター、ナレーターとしての活動が多く、媒体によってはフリーアナウンサーとして紹介される場合もある。

## 出演

### 地上波テレビ番組
- びびっとびわこN（びわ湖放送）
- びびドキッ！（びわ湖放送）
- とっておき滋賀545（びわ湖放送）
- いきいき健康ライフ（びわ湖放送）
- キラりん滋賀 Friday（びわ湖放送） - アシスタント
- ニュース610 京いちにち（NHK京都放送局） - リポーター。NHKの契約キャスターとしてではなく、地域ケーブルテレビのリポーターとして出演[4]。
- 旬感☆きょうと府（KBS京都） - キャスター
- 六代目笑福亭枝鶴襲名披露公演 特別番組（KBS京都） - ナレーション
- 痛快!エブリデイ（関西テレビ） - VTR出演[4]
- ひんやりしナイト！言いたい放題！アラ40女子会（2012年、関西テレビ） - ナレーション
- きになるオセロ（朝日放送） - 再現VTR出演[4]
- 姫路のひろば（サンテレビ）
- 情報！奈良チャンネル（奈良テレビ）
- 6wakaイブニング（テレビ和歌山）

### ケーブルテレビ番組
- Myけいはんな（KCN京都） - メインリポーター
- 美的空間住まいるNavi（J:COM） - ナビゲーター
- 孫市まつり（J:COM）
- デイリーニュース りんくう・南大阪・和歌山（2016年 - 、J:COM） - キャスター。火曜・水曜担当（2018年3月まで） → 月曜・火曜担当。
- ジモスポ〜南大阪〜（J:COM） - ナレーション[5]
- DAILYかわら版（ZTV）
- ラブリータウンいこま（近鉄ケーブルネットワーク） - キャスター

### CM
- オムロン インフォレディ（2007年 - 2008年）
- おそうじ本舗 インフォマーシャル
- 日経ヴェリタス（テレビ大阪）
- 阪急不動産 阪急宝塚山手台（読売テレビ）
- 日本直販テレビショッピング
- 大阪信用金庫（2016年 - ）